# Hana Zejdová
Hana Zejdová (* 3. September 1962 in Brünn, Tschechoslowakei) ist eine tschechische Segelfliegerin, Europameisterin und Weltrekordhalterin. Mit 57 Weltrekorden hat sie mehr Rekorde aufgestellt als der Deutsche Hans-Werner Grosse.

## Leben
Zejdová ist die Tochter des Fluglehrers Vladislav Zejda (* 1934). Er war der erste tschechoslowakische Weltrekordhalter im Segelflug, Landesmeister und bis 1968 Mitglied der Nationalmannschaft. In den 1990er Jahren organisierte er Segelflugexpeditionen nach Australien, bei denen viele tschechische Segelflugrekorde aufgestellt wurden.

## Sport
Zejdová nahm 1989 an der Segelflug-Europameisterschaft der Frauen im sowjetischen Orjol teil, bei der sie die Bronzemedaille errang. Bei der Meisterschaft der sozialistischen Staaten wurde sie im selben Jahr Vierte. Vier Jahre später wurde sie in Budweis Europameisterin vor der Deutschen Gisela Weinreich. Bei den Europameisterschaften 1995 und 1999 kam Zejdová jeweils auf den achten Platz. Bei der ersten Segelflug-Weltmeisterschaft der Frauen flog sie 2001 in Pociunai (Litauen) auf den sechsten Platz. Im Jahr 1991 wurde ihr die Teilnahme an der Segelflugweltmeisterschaft der Männer nicht gestattet.
Zejdová ist mehr als 4000 Flugstunden und mehr als 150.000 Kilometer als Segelflugpilotin geflogen. Sie stellte in den 1999 57 Weltrekorde und mehr als 225 nationale Segelflugrekorde sowohl in der allgemeinen als auch in der Frauenkategorie auf.
Mit ihrem Vater und verschiedenen Wissenschaftlern entwickelte Zejdová in den 1990er Jahren das Projekt ICADA. Die Idee war, mit einem Segelflugzeug zu Beginn des 21. Jahrhunderts die Welt zu umrunden. Solarzellen und ein Elektromotor sollten als Notantrieb zur Verfügung stehen. Eine Voraussetzung des Projekts war in Leewelle von Gebirgen im Wellenflug eine Höhe von 30 Kilometern zu erreichen. Das Projekt scheiterte schon in der Vorphase an fehlenden finanziellen Mitteln. Der Höhenrekord für Segelflugzeuge lag seinerzeit bei etwa 15 Kilometern.

## Auszeichnungen
- 1999 Lilienthal-Medaille der FAI
- 1996 Pelagia-Majewska-Medaille der FAI

## Veröffentlichungen
- Mit Dušan Schneider: Za modré obzory. Moraviapress, Břeclav 2000.